# Francesco Martone
Francesco Martone (Roma, 10 maggio 1961) è un attivista ed ex politico italiano.

## Biografia
È laureato in Diritto internazionale ed è interprete.
Dal 1988 al 1995 ha lavorato per Greenpeace International. Per tre anni è stato presidente di Greenpeace Italia. Nel 1992 ha fatto parte della delegazione del governo italiano alla Conferenza di Rio. Ha fondato e coordinato per 6 anni la Campagna per la Riforma della Banca mondiale ed è stato tra i promotori della rete Lilliput. Si è imbarcato varie volte sulle navi di Greenpeace, nel Mar Mediterraneo ed in Siberia. Ha collaborato a numerose campagne, tra le quali Nord-Sud, Sopravvivenza dei Popoli, Biosfera, Debito e,  in quanto membro del comitato scientifico, Sdebitarsi.
Alle politiche del 2001 si è candidato ed è stato eletto al Senato in Liguria, come indipendente, in seno al gruppo dei Verdi. Durante la legislatura, ha fatto parte delle Commissioni permanenti "Affari esteri, emigrazione", "Finanze e tesoro" e "Territorio, ambiente, beni ambientali". È stato segretario della Commissione straordinaria diritti umani e membro del Comitato per le questioni degli italiani all'estero.
Il 27 marzo 2005 annuncia su Liberazione di voler passare da indipendente nel gruppo del Partito della Rifondazione Comunista.
Il 9 luglio 2005 è, con Pietro Folena, tra i fondatori di Uniti a Sinistra. Nel 2006 è stato riconfermato senatore nella circoscrizione Sardegna nella lista di Rifondazione Comunista.
Non è invece stato rieletto in Parlamento dopo le elezioni politiche del 2008 nella Sinistra Arcobaleno.
Nel 2009 aderisce a SEL, dal 2013 al 2014 è nel coordinamento nazionale del partito come Responsabile della politica estera.
Lascia la politica attiva nel 2015 e dedicarsi alla collaborazione con movimenti sociali e ONG italiane e internazionali. 
Dal 2008 al 2016 collabora con la ONG Inglese Forest Peoples Programme seguendo i negoziati sul clima e accompagnando delegazioni di popoli indigeni. Nel 2016 inizia a collaborare con la Tebtebba Foundation, sui temi relativi alla finanza per il clima.
È socio fondatore di Greenpeace Italia, e membro del consiglio direttivo dell'ONG Un Ponte Per per conto della quale coordina le attività di advocacy e relazioni istituzionali e di Green Cross Italia, oltre ad essere giudice del Tribunale Permanente dei Popoli. Successivamente è portavoce della rete "In Difesa Di - Per i diritti umani e chi li difende".
È tra i promotori del Comitato Giustizia per i Nuovi Desaparecidos nel Mediterraneo. Collabora con varie testate, tra cui Il Manifesto, Comune-Info, e ha un proprio blog personale sull'Huffington Post.